# Schwarzer Kugelmarienkäfer
Der Schwarze Kugelmarienkäfer (Stethorus punctillum syn. Stethorus pusillus) ist ein Käfer aus der Familie der Marienkäfer (Coccinellidae).

## Merkmale
Die Schwarzen Kugelmarienkäfer gehören wie alle Arten der Unterfamilie Scymninae zu den kleinsten Arten der Marienkäfer. Sie werden nur 1,2 bis 1,5 Millimeter lang und haben einen kugeligen Körper, der komplett schwarz gefärbt ist. Die kurzen Antennen, die Mundwerkzeuge und die Tarsen sind gelblich.

## Vorkommen
Der Schwarze Kugelmarienkäfer kommt in ganz Europa vor. Er ist der einzige mitteleuropäische Vertreter der Gattung Stethorus. Er lebt auf Sträuchern und Laubbäumen, vor allem auf der Blattunterseite von Linden. Er ist nicht selten und in allen deutschen Bundesländern nachgewiesen.

## Lebensweise
Die Imagines und Larven fressen ausschließlich Spinnmilben und deren Eier, deshalb haben sie auch zum Aussaugen dieser lediglich einspitzige Mandibeln. Der Schwarze Kugelmarienkäfer wird in Gewächshäusern zur Biologischen Schädlingsbekämpfung gegen die Gemeine Spinnmilbe (Tetranychus urticae), aber auch gegen die eingeschleppte Karminspinnmilbe (Tetranychus cinnabarinus) eingesetzt. Raubmilben, die zusätzlich zur Bekämpfung der Spinnmilben eingesetzt werden können, werden vom Schwarzen Kugelmarienkäfer nicht angegriffen.
Die Weibchen legen pro Tag 4–12 zirka 0,4 Millimeter lange weißgraue Eier. Die frisch geschlüpften grauen Larven sind lediglich 1,5 Millimeter lang. Pro Jahr gibt es zwei Generationen (Bivoltinismus), eine zweite Überwinterung kann vorkommen.
Während ihres gesamten Lebens, das bis zu zwei Jahren dauert, vertilgt ein Weibchen pro Tag 20 bis 40 Spinnmilben. Die Larven fressen in den 10 bis 20 Tagen, die vom Schlüpfen bis zur Verpuppung vergehen, rund 240 Spinnmilben, wobei sie deren Eier bevorzugen. Sie verpuppen sich meist auf der Blattunterseite, entlang der Blattadern. Die Puppenruhe dauert 6 bis 7 Tage.

## Belege